# Bukarest Universitet
Bukarest Universitet (rumænsk: Universitatea din Bucureşti) er et universitet beliggende i Rumæniens hovedstad, Bukarest. Universitetet blev grundlagt i 1864 efter dekret af Prins Alexandru. 
44°26′8.00″N 26°6′4.02″Ø / 44.4355556°N 26.1011167°Ø
Det består i dag af 18 fakulteter og har 34.000 studerende.